# قورخود (سرآب)
قورخود یک روستا در ایران است که در بخش مرکزی شهرستان سرآب در استان آذربایجان شرقی واقع شده‌است.

## جمعیت
این روستا در دهستان رازلیق قرار دارد و براساس سرشماری مرکز آمار ایران در سال ۱۳۸۵، جمعیت آن ۵۴ نفر (۱۱ خانوار) بوده‌است.